# Martin Cikl

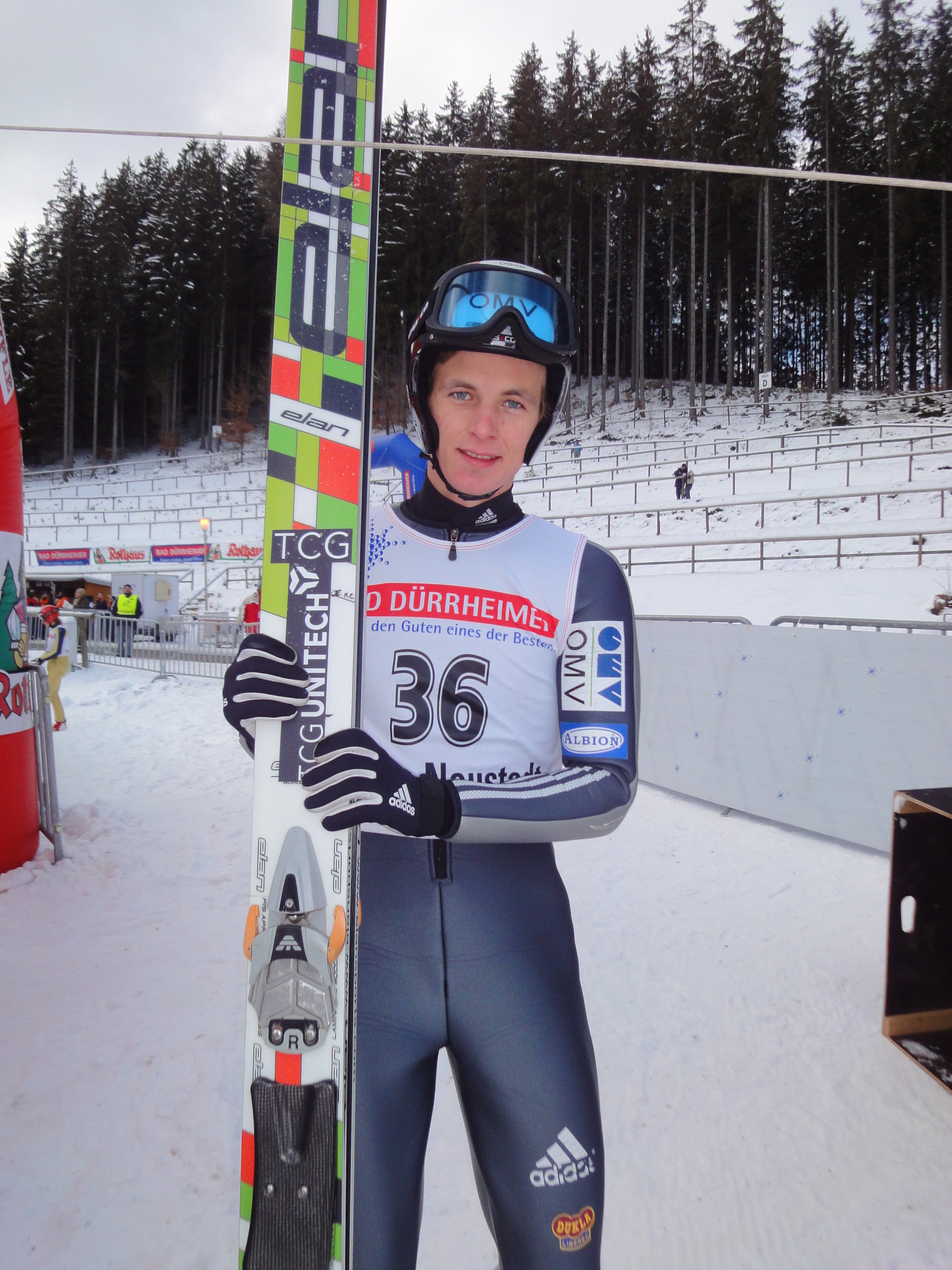
Martin Cikl

Martin Cikl, född 17 augusti, 1987 i Varnsdorf i regionen Ústí nad Labem, är en tjeckisk backhoppare som tävlat i världscupen sedan säsongen 2007/2008. Han representerar Dukla Liberec.

## Karriär
Martin Cikl debuterade internationellt i deltävlingen i kontinentalcupen i Braunlage i Tyskland 3 februari 2002, 14 år gammal.. Han blev nummer 44 i sin första internationella tävling. Cikl deltog i junior-VM 2004 i Stryn i Norge och 2005 i Rovaniemi i Finland. Som bäst blev han nummer 10 individuellt i Stryn och nummer 5 i lagtävlingen i Rovaniemi.
Cikl startade i sin första individuella världscupdeltävling i Kuusamo i Finland 1 december 2007. Han blev nummer 40 i första tävlingen på översta nivån. Martin Cikls bästa placering hittills i världscupen är en nionde plats ifrån Gross-Titlis-backen i Engelberg i Schweiz 23 december 2007. 15 januari 2009 vann han ett världscupkval i Zakopane. Hans bästa sammanlagtresultat i världscupen hittills kom säsongen 2007/2008 då han blev nummer 41 totalt. Säsongen 2009/2010 blev Martin Cikl nummer 32 sammanlagt i tysk-österrikiska backhopparveckan, vilket är hans bästa placering i backhopparveckan hittills. Martin Cikl har även sammanlagt 6 pallplatser ifrån Kontinentalcupen. Han blev nummer 24 sammanlagt i Sommar-Grand-Prix 2009. Martin Cikl har hittills i karriären växlat mellan tävlingar i världscupen, kontinentalcupen och FIS-Cupen (backhoppningens tredje högsta nivå).
Martin Cikl deltog i olympiska spelen 2010 i Vancouver i Kanada. Han startade i tävlingen i stora backen i Whistler Olympic Park Ski Jumps och slutade på en 41:e plats efter att han misslyckats kvalificera sig till finalomgången.